# Palazzo delle Scienze
Il palazzo delle Scienze  è un edificio monumentale che si trova a Roma nel moderno quartiere dell’EUR, in piazza Guglielmo Marconi, 14. Oggi è soprattutto noto per ospitare, dal 1977, il Museo Luigi Pigorini, facente parte del complesso museale del Museo delle civiltà. 

## Storia e descrizione
L'edificio è un esempio di razionalismo italiano caratterizzato dalle tipiche linee squadrate, ed era stato originariamente progettato e costruito per accogliere la "Mostra della scienza universale" nel corso dell'esposizione universale del 1942, da cui sarebbe poi dovuto nascere un Museo della scienza universale, con collezione permanente. 
Fu realizzato tra il 1938 e il 1943, su progetto degli architetti Luigi Brusa, Gino Cancellotti, Eugenio Montuori e Alfredo Scalpelli. Nell'atrio furono realizzati da Valerio Fraschetti due grandi dipinti murari, raffiguranti La scuola di Galileo e Le applicazioni tecniche della scienza, quest’ultimo mai completato. Da qui si sale al piano principale, con un ampio scalone e una grandiosa sala rivestita di marmi. Alla sommità dello scalone domina l'ambiente la grande vetrata policroma con gli Elementi dell'Astronomia, di Giulio Rosso. Il contiguo Salone delle Scienze è invece decorato da un vasto pavimento con disegni in opus sectile in marmi e pietre naturali colorate, raffiguranti gli Elementi della Scienza, su disegno di Mario Tozzi. 
Dal 1977 ospita il Museo Luigi Pigorini (fondato nel 1875 presso il Collegio Romano), che dal 2016 è entrato a far parte del Museo delle civiltà. Da allora è in corso un completo riallestimento delle collezioni. Fino ad oggi (2025) sono stati portati a termine gli allestimenti attorno allo scalone (con molte opere provenienti dallo smantellato Museo nazionale d'arte orientale Giuseppe Tucci) e la Sala delle Scienze (con una sezione mineralogica e cartografica dal Museo geologico nazionale), mentre permangono nella vecchia sistemazione la sezione preistorica (al secondo piano) e il Museo nazionale dell'Alto Medioevo (ala est). Temporaneamente chiusa è invece la sezione etnografica, presentata solo in alcuni pezzi più significativi in vetrine nell'atrio della biglietteria.